# 7776 Takeishi
7776 Takeishi eller 1993 BF är en asteroid i huvudbältet som upptäcktes den 20 januari 1993 av den japanska astronomen Takeshi Urata vid Nihondaira-observatoriet. Den är uppkallad efter den japanske astronomen Masanori Takeishi.
Asteroiden har en diameter på ungefär 6 kilometer.